# Swakopmund
Swakopmund (v hererštině Otjozondjii, namašsky Tsoakhaub, v překladu z němčiny název znamená "ústí řeky Swakop") je přístavní město v západní Namibii při pobřeží Atlantského oceánu, správní středisko regionu Erongo. Swakopmund se nachází na okraji národního parku Namib-Naukluft, 378 [zdroj?] kilometrů od hlavního města Windhoek a 40 kilometrů severně od přístavu Walvis Bay.

## Historie
Město bylo založeno 4. srpna 1892 kapitánem Curt von François, jako hlavní přístav v jihozápadní Africe. Swakopmund byl založen o dva roky později, než Windhoek.

## Administrativní členění
Swakopmund má následující městské části a předměstí: Zentral, Waterfront, Vogelstrand, Vineta, Tamariskia, Mondesa a Meile 4. Většina obyvatel Swakopmundu bydli ve čtvrtích mimo hlavní centrum města. Ve čtvrti Vineta žijí vesměs dobře situovaní běloši a Afričané, zatímco Tamariskii obývají původní Namibijci. Mondesa vznikla v době apartheidu - byla založena v roce 1960 jako zvláštní rezervace pro domorodé obyvatelstvo.

## Významné budovy
1. vězení (Altes Gefängnis), postaveno roku 1909 Heinrichem Bausem.
2. (Wörmannhaus) nyní velká knihovna, dříve kasárna Schutztruppe, postavena roku 1906.

## Jiné údaje
Swakopmund je jedno z mála míst v Africe, kde se mluví německy. Další jazyky, kterými se ve městě mluví jsou angličtina a afrikánština.
Klima je kvůli studenému proudu z Atlantiku chladnější a sušší oproti zbytku Namibie. Průměrná teplota v lednu je 25 °C, a v červenci 15 °C, chladnější podnebí způsobuje Benguelský proud z Atlantiku. Roční srážkové úhrny jsou do 15 mm.
V okolí jsou nádherné písčité pláže. Městem projíždí silnice i železnice, vedoucí z měst Windhoek a Walvis Bay. Je zde i letiště.
Ve městě je muzeum, galerie a golfové hřiště. Ve městě ústí řeka Swakop. Jsou zde velké zásoby vody. Asi 65 km východně od města na území Namibské pouště se nachází uranový důl Rössing, provozovaný těžařskou společností Rio Tinto. Časové pásmo je stejné, jako v ostatních částech Namibie, (UTC +1).

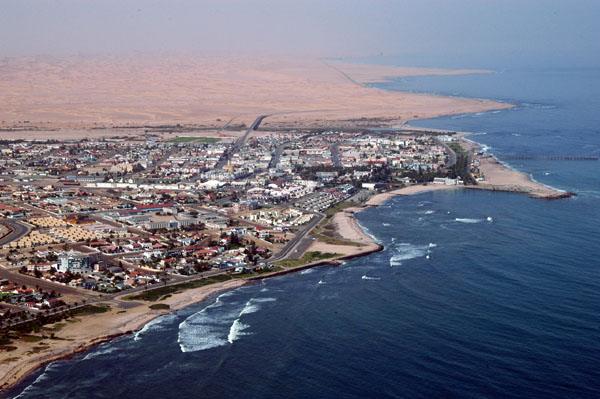
Letecký snímek města
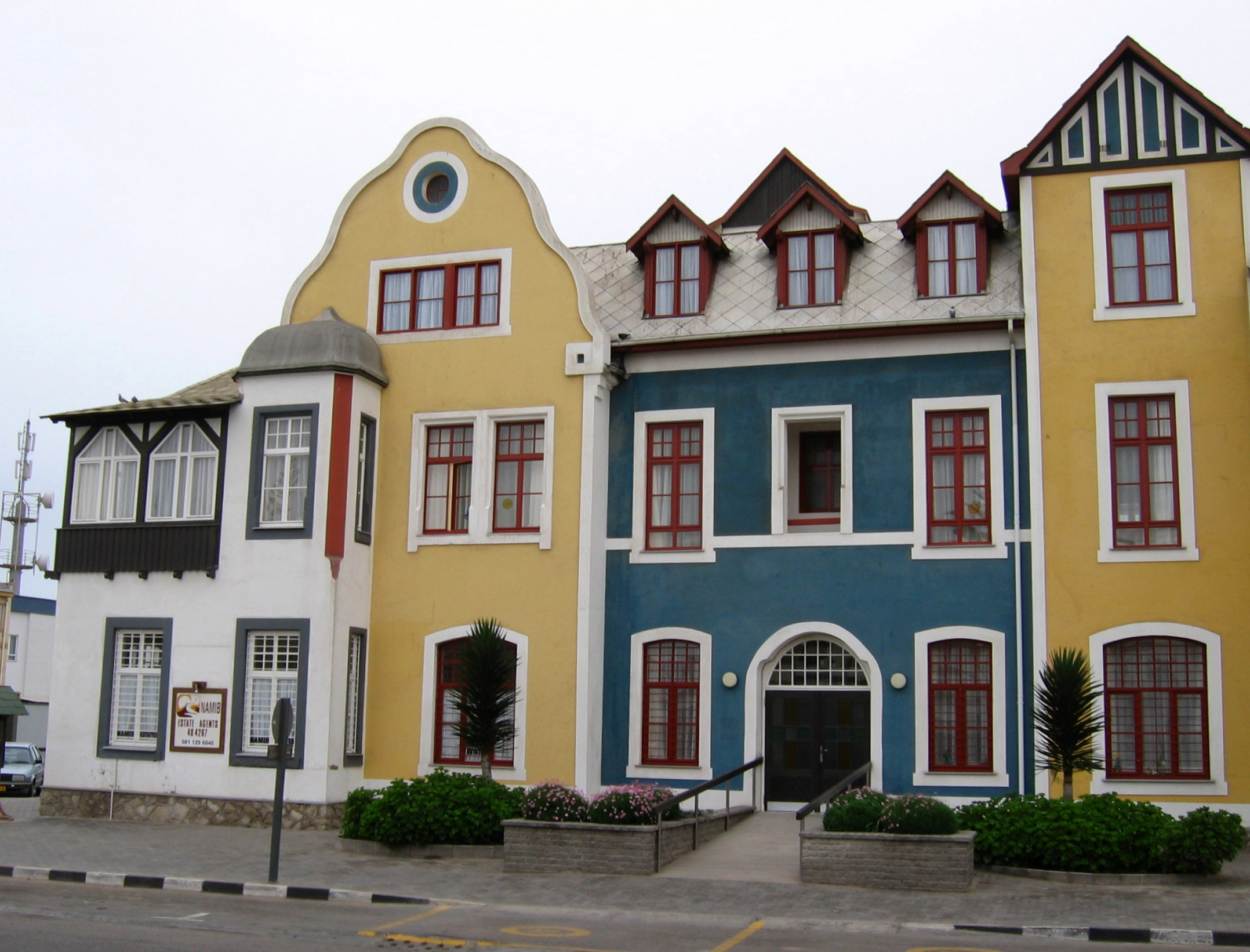
Domy
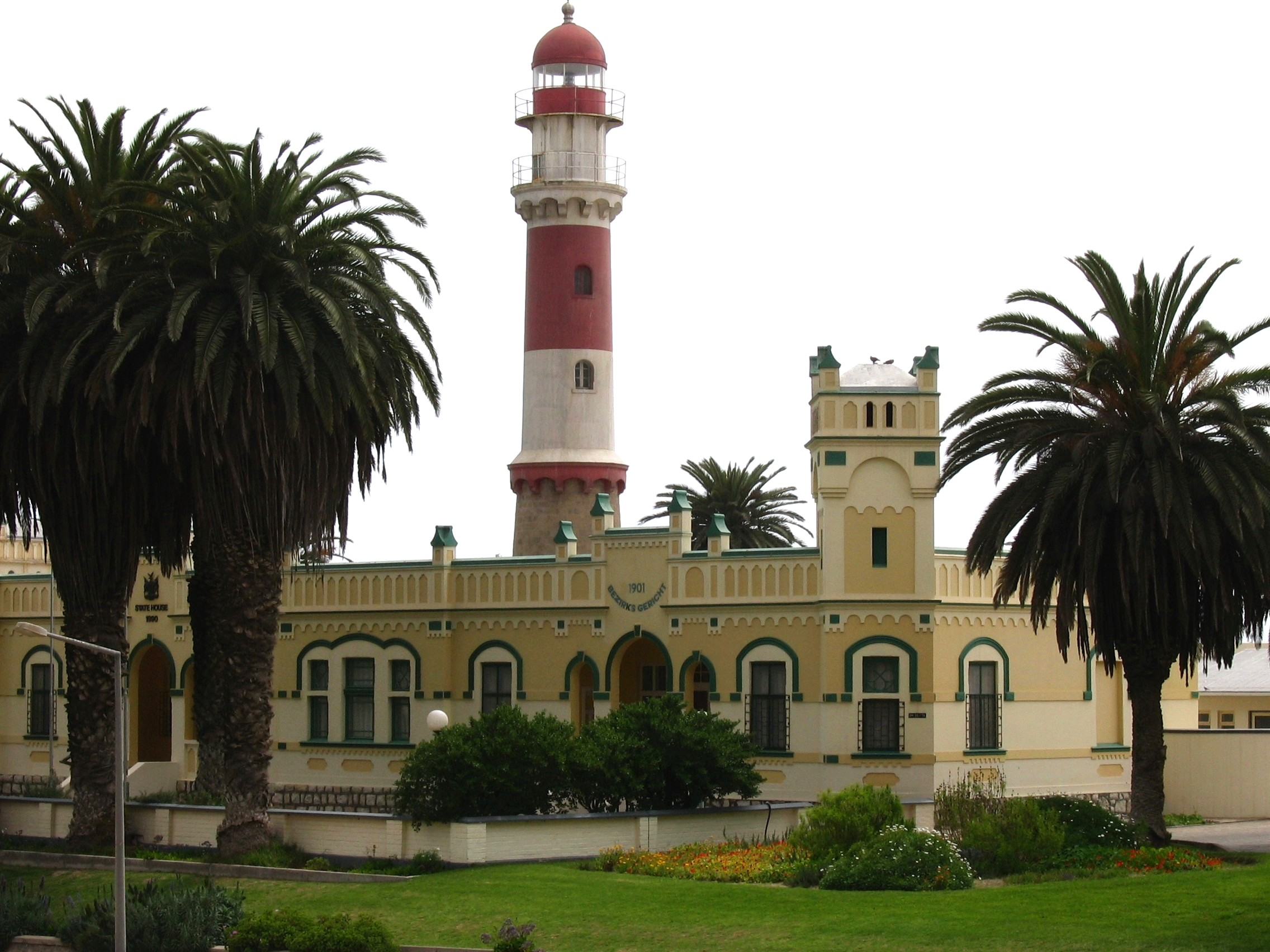
Maják

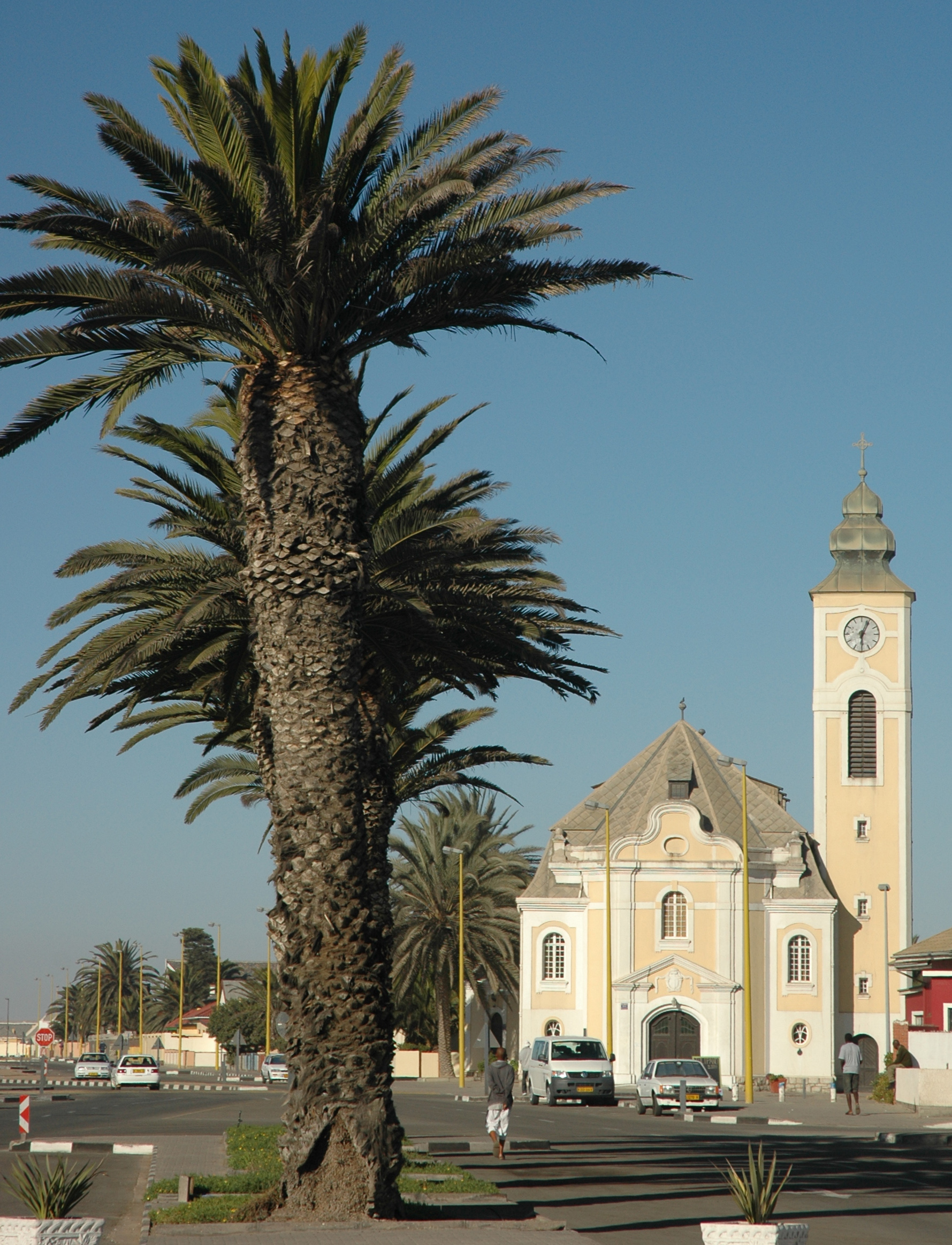
Kostel
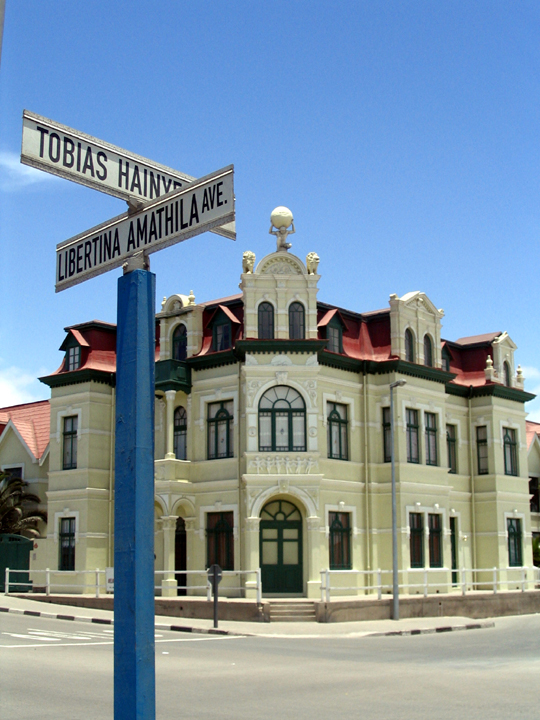
Názvy ulic, v pozadí dům
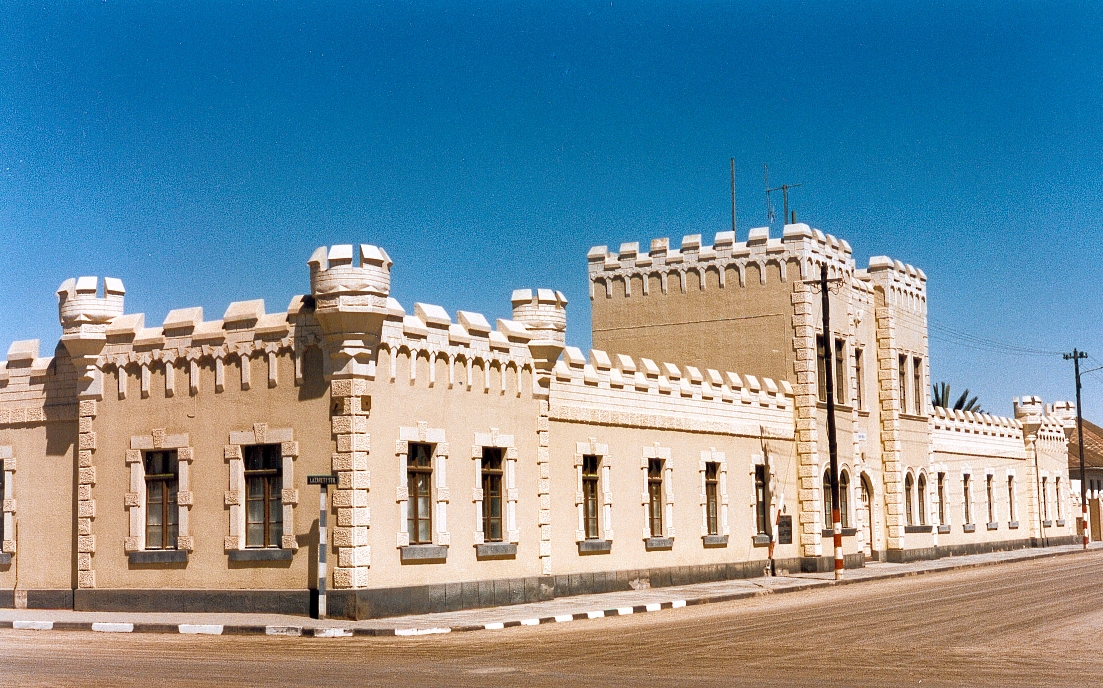
Nynější knihovna, dříve kasárna z roku 1906